# Cearostreptus schubarti
Cearostreptus schubarti är en mångfotingart som beskrevs av Niels Krabbe 1982. Cearostreptus schubarti ingår i släktet Cearostreptus och familjen Spirostreptidae. Inga underarter finns listade i Catalogue of Life.